# Донато
Дона̀то (на италиански: Donato; на пиемонтски: Dunà, Дуна) е село и община в Северна Италия, провинция Биела, регион Пиемонт. Разположено е на 711 m надморска височина. Населението на общината е 696 души (към 2014 г.).